# Свети Никола (Стърмашево)
Вижте пояснителната страница за други значения на Свети Никола.
„Свети Никола“ (на македонска литературна норма: „Свети Никола“) е възрожденска православна църква в тиквешкото село Стърмашево, южната част на Северна Македония.
Църквата е единствената запазена сграда в селото. Изградена е в 1885 година и не е изписана. Към началото на XXI век е запусната и покривът ѝ е паднал.